# Kostel svatého Michaela archanděla (Licibořice)
Kostel svatého Michaela archanděla je dominantou Licibořic v okrese Chrudim a dostal se i do znaku této malé obce. Spravuje jej římskokatolická církev.

## Historie
Licibořický kostel je zmiňován již ve 14. století. O původním kostele a jeho staviteli není nic známo. V roce 1350 byl kostel i s celou farností převeden do správy nově založeného biskupství litomyšlského, předtím byl držen pražským arcibiskupstvím. Roku 1603 kostel patřil protestantům, v době pobělohorské byl navrácen katolické církvi.
Nejstarší částí kostela je gotický presbytář. Podle historických odhadů pochází z konce 15. století. Je dlouhý 7,3 m, široký 5,8 metru. Uprostřed jsou pískovcové pilíře. Ve středních a jižních stěnách polygonu jsou umístěna gotická okna, dělená vertikálním pruhem a ozdobena nahoře kružbou. Okna pochází také z konce 15. století. Strop presbytáře je klenutý, o dvou oddílech. Křížová klenutí jsou navzájem spojena křížícími se pásy, čímž vzniká hvězdový tvar. Na severní straně je starobylá freska, zrestaurovaná v roce 1995. Tato nejstarší část kostela odolala požáru v roce 1711, který zachvátil většinu obce. Požárem zničená chrámová loď byla obnovena. Délka nové lodi je 16,90 metrů, šířka 6,70 m. Na jižní a severní straně jsou dvě okna v románském slohu.
Původní vchod do kostela se nacházel na západní straně a byl chráněn přizdívkou. Přizdívka byla v roce 1819 zbořena a nahrazena šiknou šindelovou stříškou. Vchod byl zazděn a nový vstup byl vystavěn na jižní straně. Nová kazatelna byla postavena v roce 1837, vedly na ni točité schody a od presbytáře oddělena dřevěnou přepážkou. Kazatelna přestala sloužit v roce 1987.
Hlavní oltář zdobil obraz sv. Michaela archanděla z roku 1842 od malíře Jana Kokeše. Po zrušení oltáře v roce 1986 byl obraz přemístěn na severní stranu kostela. Původní hřbitov obklopující kostel byl v roce 1860 zrušen. Nový hřbitov se nachází za vesnicí.
Kostelní věž, zakončená klenutou bání cibulovitého tvaru, krytou šindelem, byla postavena v roce 1675. Předpokládá se, že báň byla původně umístěna na slatiňanském zámku. Hodiny byly na věž umístěny v roce 1915. Velká rekonstrukce kostelní věže proběhla v letech 1995-97.